# Бейшешть
Бейшешть, Бейшешті (рум. Băișești) — село у повіті Сучава в Румунії. Входить до складу комуни Корну-Лунчій.
Село розташоване на відстані 338 км на північ від Бухареста, 21 км на південний захід від Сучави, 117 км на захід від Ясс.

## Населення
За даними перепису населення 2002 року у селі проживали 1517 осіб, з них 1515 осіб (99,9%) румунів. Рідною мовою 1515 осіб (99,9%) назвали румунську.